# Vlaamse Organisatie voor Bemiddeling en Arbitrage
Vlaamse Organisatie voor Bemiddeling en Arbitrage (VOBA) is een Vlaamse bemiddelingsdienst voor ondernemingen.

## Historiek
De bemiddelingsdienst werd opgericht op 27 maart 2006 in samenwerking tussen Voka en de Orde van Vlaamse Balies (OVB).

## Voorzitters
| Tijdspanne   | Voorzitter    |
| ------------ | ------------- |
| 2006 - 2009  | Guido Peleman |
| 2009 - heden | John Stoop    |